# Puchar Świata w Rugby 7 (2022) – europejski turniej kwalifikacyjny mężczyzn
Europejskie kwalifikacje mężczyzn do Pucharu Świata 2022 miały na celu wyłonienie męskich reprezentacji narodowych w rugby 7, które wystąpiły w finałach tego turnieju. Odbyły się wraz z zawodami żeńskimi w Bukareszcie w dniach 16–17 lipca 2022 roku. Areną zmagań był Stadionul Arcul de Triumf.
Z czwórki wyżej rozstawionych po fazie grupowej zespołów – Irlandii, Hiszpanii, Niemiec i Walii – awansu na PŚ nie uzyskali jedynie nowo koronowani mistrzowie kontynentu pokonani sensacyjnie przez sąsiadów z Półwyspu Iberyjskiego, Portugalczyków. Wśród wyróżniających się zawodników imprezy byli Manuel Vareiro, Terry Kennedy i Carlos Soteras

## Informacje ogólne
W przeciwieństwie do poprzednich kwalifikacji awansu na Puchar Świata nie otrzymały najlepsze zespoły tegorocznych mistrzostw Europy, został natomiast zorganizowany oddzielny turniej eliminacyjny. Prawo udziału w nim uzyskało dziewięć zespołów z GPS – prócz mającej zagwarantowany awans Francji – a także Irlandia i Walia oraz najlepsza reprezentacja spośród pozostałych niebrytyjskich drużyn z poziomu Trophy.
W rozegranym na Stadionul Arcul de Triumf turnieju wzięło udział dwanaście zespołów, a ich stawką były cztery miejsca w turnieju finałowym PŚ 2022. Reprezentacje zostały podzielone na trzy czterozespołowe grupy rywalizujące w pierwszej fazie w ramach grup systemem kołowym, po czym nastąpiła faza pucharowa – czołowa ósemka awansowała do ćwierćfinałów, pozostałe zespoły odpadły z rozgrywek. Ćwierćfinały pełniące jednocześnie rolę meczów o awans do PŚ kończyły rywalizację, bowiem kolejne etapy gier nie zostały zaplanowane.

## Zakwalifikowane zespoły
| 1  | Hiszpania  | 18 | 20 | 38 |
| 2  | Niemcy     | 20 | 16 | 36 |
| 3  | Francja    | 12 | 18 | 30 |
| 4  | Belgia     | 14 | 12 | 26 |
| 5  | Włochy     | 16 | 8  | 24 |
| 6  | Portugalia | 10 | 14 | 24 |
| 7  | Litwa      | 8  | 6  | 14 |
| 8  | Gruzja     | 4  | 10 | 14 |
| 9  | Czechy     | 6  | 4  | 10 |
| 10 | Polska     | 3  | 3  | 6  |

| Poz. | Drużyna    | Punkty | Punkty | Punkty |
| Poz. | Drużyna    | ZAG    | BUD    | Ogółem |
| ---- | ---------- | ------ | ------ | ------ |
| 1    | Irlandia   | 20     | 20     | 40     |
| 2    | Anglia     | 18     | 18     | 36     |
| 3    | Walia      | 16     | 16     | 32     |
| 4    | Rumunia    | 12     | 14     | 26     |
| 5    | Węgry      | 14     | 8      | 22     |
| 6    | Szwecja    | 8      | 10     | 18     |
| 7    | Chorwacja  | 3      | 12     | 15     |
| 8    | Izrael     | 10     | 4      | 14     |
| 9    | Luksemburg | 6      | 6      | 12     |
| 10   | Dania      | 4      | 1      | 5      |
| 11   | Łotwa      | 2      | 3      | 5      |
| 12   | Bułgaria   | 1      | 2      | 3      |

## Faza grupowa

### Grupa A
| 16 lipca 202213:58 | Włochy | 14:5 | Portugalia | Stadionul Arcul de Triumf, Bukareszt Sędzia: Jérémy Rozier |
| 16 lipca 202213:58 |        | 14:5 |            | Stadionul Arcul de Triumf, Bukareszt Sędzia: Jérémy Rozier |

| 16 lipca 202214:20 | Irlandia | 73:0 | Polska | Stadionul Arcul de Triumf, Bukareszt Sędzia: Paulo Duarte |
| 16 lipca 202214:20 |          | 73:0 |        | Stadionul Arcul de Triumf, Bukareszt Sędzia: Paulo Duarte |

| 16 lipca 202220:58 | Włochy | 21:10 | Polska | Stadionul Arcul de Triumf, Bukareszt Sędzia: Ben Breakspear |
| 16 lipca 202220:58 |        | 21:10 |        | Stadionul Arcul de Triumf, Bukareszt Sędzia: Ben Breakspear |

| 16 lipca 202221:20 | Irlandia | 29:0 | Portugalia | Stadionul Arcul de Triumf, Bukareszt Sędzia: George Selwood |
| 16 lipca 202221:20 |          | 29:0 |            | Stadionul Arcul de Triumf, Bukareszt Sędzia: George Selwood |

| 17 lipca 202213:58 | Portugalia | 51:0 | Polska | Stadionul Arcul de Triumf, Bukareszt Sędzia: Jérémy Rozier |
| 17 lipca 202213:58 |            | 51:0 |        | Stadionul Arcul de Triumf, Bukareszt Sędzia: Jérémy Rozier |

| 17 lipca 202214:20 | Irlandia | 21:5 | Włochy | Stadionul Arcul de Triumf, Bukareszt Sędzia: Ben Breakspear |
| 17 lipca 202214:20 |          | 21:5 |        | Stadionul Arcul de Triumf, Bukareszt Sędzia: Ben Breakspear |

### Grupa B
| 16 lipca 202213:14 | Belgia | 17:0 | Litwa | Stadionul Arcul de Triumf, Bukareszt Sędzia: Paulo Duarte |
| 16 lipca 202213:14 |        | 17:0 |       | Stadionul Arcul de Triumf, Bukareszt Sędzia: Paulo Duarte |

| 16 lipca 202213:36 | Hiszpania | 50:5 | Czechy | Stadionul Arcul de Triumf, Bukareszt Sędzia: Finlay Brown |
| 16 lipca 202213:36 |           | 50:5 |        | Stadionul Arcul de Triumf, Bukareszt Sędzia: Finlay Brown |

| 16 lipca 202220:14 | Belgia | 54:5 | Czechy | Stadionul Arcul de Triumf, Bukareszt Sędzia: Jérémy Rozier |
| 16 lipca 202220:14 |        | 54:5 |        | Stadionul Arcul de Triumf, Bukareszt Sędzia: Jérémy Rozier |

| 16 lipca 202220:36 | Hiszpania | 49:10 | Litwa | Stadionul Arcul de Triumf, Bukareszt Sędzia: Paulo Duarte |
| 16 lipca 202220:36 |           | 49:10 |       | Stadionul Arcul de Triumf, Bukareszt Sędzia: Paulo Duarte |

| 17 lipca 202213:14 | Litwa | 10:15 | Czechy | Stadionul Arcul de Triumf, Bukareszt Sędzia: Finlay Brown |
| 17 lipca 202213:14 |       | 10:15 |        | Stadionul Arcul de Triumf, Bukareszt Sędzia: Finlay Brown |

| 17 lipca 202213:36 | Hiszpania | 24:7 | Belgia | Stadionul Arcul de Triumf, Bukareszt Sędzia: George Selwood |
| 17 lipca 202213:36 |           | 24:7 |        | Stadionul Arcul de Triumf, Bukareszt Sędzia: George Selwood |

### Grupa C
| 16 lipca 202212:30 | Niemcy | 26:7 | Gruzja | Stadionul Arcul de Triumf, Bukareszt Sędzia: Ben Breakspear |
| 16 lipca 202212:30 |        | 26:7 |        | Stadionul Arcul de Triumf, Bukareszt Sędzia: Ben Breakspear |

| 16 lipca 202212:52 | Walia | 45:0 | Rumunia | Stadionul Arcul de Triumf, Bukareszt Sędzia: George Selwood |
| 16 lipca 202212:52 |       | 45:0 |         | Stadionul Arcul de Triumf, Bukareszt Sędzia: George Selwood |

| 16 lipca 202219:30 | Niemcy | 52:0 | Rumunia | Stadionul Arcul de Triumf, Bukareszt Sędzia: Finlay Brown |
| 16 lipca 202219:30 |        | 52:0 |         | Stadionul Arcul de Triumf, Bukareszt Sędzia: Finlay Brown |

| 16 lipca 202219:52 | Walia | 33:14 | Gruzja | Stadionul Arcul de Triumf, Bukareszt Sędzia: George Selwood |
| 16 lipca 202219:52 |       | 33:14 |        | Stadionul Arcul de Triumf, Bukareszt Sędzia: George Selwood |

| 17 lipca 202212:30 | Gruzja | 15:7 | Rumunia | Stadionul Arcul de Triumf, Bukareszt Sędzia: George Selwood |
| 17 lipca 202212:30 |        | 15:7 |         | Stadionul Arcul de Triumf, Bukareszt Sędzia: George Selwood |

| 17 lipca 202212:52 | Walia | 10:12 | Niemcy | Stadionul Arcul de Triumf, Bukareszt Sędzia: Paulo Duarte |
| 17 lipca 202212:52 |       | 10:12 |        | Stadionul Arcul de Triumf, Bukareszt Sędzia: Paulo Duarte |

## Faza pucharowa
| 17 lipca 202218:30 | Walia | 24:12 | Belgia | Stadionul Arcul de Triumf, Bukareszt Sędzia: Finlay Brown |
| 17 lipca 202218:30 |       | 24:12 |        | Stadionul Arcul de Triumf, Bukareszt Sędzia: Finlay Brown |

| 17 lipca 202219:36 | Irlandia | 17:12 | Gruzja | Stadionul Arcul de Triumf, Bukareszt Sędzia: Paulo Duarte |
| 17 lipca 202219:36 |          | 17:12 |        | Stadionul Arcul de Triumf, Bukareszt Sędzia: Paulo Duarte |

| 17 lipca 202218:52 | Niemcy | 24:7 | Włochy | Stadionul Arcul de Triumf, Bukareszt Sędzia: Ben Breakspear |
| 17 lipca 202218:52 |        | 24:7 |        | Stadionul Arcul de Triumf, Bukareszt Sędzia: Ben Breakspear |

| 17 lipca 202219:14 | Hiszpania | 19:20 | Portugalia | Stadionul Arcul de Triumf, Bukareszt Sędzia: Jérémy Rozier |
| 17 lipca 202219:14 |           | 19:20 |            | Stadionul Arcul de Triumf, Bukareszt Sędzia: Jérémy Rozier |